# Pauline Moran
Pauline Moran (nacida el 26 de agosto de 1947) es una actriz, presentadora y astróloga inglesa, conocida por su papel de Miss Felicity Lemon en la serie de televisión británica Agatha Christie's Poirot.
Se formó en varias escuelas, entre ellas el National Youth Theatre y la Real Academia de Arte Dramático. También ha sido astróloga profesional desde 1987. Aunque principalmente es actriz de teatro, Moran ha aparecido en películas como The Good Soldier (1981), The Woman in Black (1989), Byron (2003) y A Little Chaos (2014), así como en la serie de televisión de 1983 The Cleopatras. Desde 1965 hasta aproximadamente 1970, tocó el bajo en la banda exclusivamente femenina The She Trinity.